# Der gute Herr Jesus und der Schurke Christus
Der gute Herr Jesus und der Schurke Christus (engl. Original The Good Man Jesus and the Scoundrel Christ) ist ein Roman des britischen Schriftstellers Philip Pullman aus dem Jahr 2010.
Pullman nimmt in diesem Buch die Lebensgeschichte von Jesus auf, so wie sie in der Bibel und zusätzlich in den Apokryphen dargelegt wird. Doch er erzählt sie neu, indem er Jesus und Christus als zwei Personen, Zwillingsbrüder, beschreibt, die unterschiedliche Ansichten über eine religiöse Verkündung des Königreichs Gottes haben: Jesus ist emotional involviert, geht auf die Menschen zu, redet mit deutlichen Worten zu ihnen, wird auch schon mal ausfallend, und lehnt jeden Personenkult ab. Christus ist der distanzierte Beobachter, der die Glaubensbewegung seines Bruders zu einer mächtigen Kirche aufbauen will. Selber und mit Hilfe von Informanten verfasst er Berichte über das Wirken seines Bruders und drängt diesen zu effektvollen Wundern, was Jesus aber ablehnt. Christus wird bei seinem Vorgehen von einem geheimnisvollen Fremden bestärkt und angeleitet, der ihm voraussagt, dass eines Tages der Name Christus noch viel heller und großartiger leuchten werde als der Name seines Bruders Jesus.
Pullman verbindet diesen Roman in seinem relativ langen Nachwort mit seiner eigenen religiösen Entwicklung und seinem Interesse als erzählender Schriftsteller an der schriftstellerischen Tätigkeit der Evangelisten: Warum haben sie es so und nicht anders niedergeschrieben?

## Handlung
Auf Weisung des Priesters Zacharias heiratet der Witwer Joseph, der bereits Söhne hat, die junge Maria, Tochter von Anna und Joachim. Eines Nachts, als sie sechzehn Jahre alt und Joseph außer Hause ist, klopft ein Engel in Gestalt eines jungen Mannes an ihr Fenster und offenbart ihr, dass Gott wolle, dass sie in dieser Nacht ein Kind empfange – und dass er damit beauftragt sei.
Monate später: Wegen einer Volkszählung ziehen Joseph und die hochschwangere Maria nach Bethlehem. Dort untergekommen in einem Stall, gebiert Maria einen kräftigen Sohn, aber die Hebamme stellt fest, dass es Zwillinge sind, ein weiterer Junge wird geboren. Während der erste Junge (Jesus) stark und gesund ist, ist der zweite (Christus) schwach und kränklich, weshalb Maria ihn zuerst stillt. Als die Hirten hinzukommen, finden sie den bereits versorgten, aber laut weinenden Christus im Futtertrog vor – und sie huldigen dem Messias.
Auch als Maria später weitere Kinder bekommt, bleibt Christus ihr Liebling, den sie immer besonders gut versorgt. Sein Bruder Jesus ist ein lautes und lustiges Kind und stellt viele Dummheiten an, die Christus aber wunderbarerweise immer wieder in Ordnung bringt. Die Erwachsen bewundern Christus für sein reifes Verhalten – während die Kinder Jesus bevorzugen.
Die Brüder wachsen auf und Jesus verlässt das Haus, um den Menschen das Königreich Gottes zu verkünden. Christus beobachtet seinen charismatischen Bruder und rät ihm, in bestimmten Situationen Wunder zu bewirken, um seinen Worten mehr Nachdruck zu verleihen und damit eine große Bewegung zu starten. Jesus lehnt dies vehement ab. Christus, im Hintergrund, zeichnet fortan die Worte und Taten seines Bruders auf – wobei er sie auch mit eigenen Empfindungen ausschmückt.
Zu dieser Zeit kommt ein Fremder zu Christus, bestärkt ihn in seiner Sicht und gibt ihm Erklärungen zum weiteren Vorgehen. Jesus sei nur der Anfang, aber der Name Christus könne in Zukunft noch viel heller und großartiger leuchten. Es gebe weltliche Wahrheiten und Wahrheiten, die die Zeit überdauern. Christus erkennt die Klarheit in den Worten des Fremden, der ihn danach verlässt – aber ihn in Abständen immer wieder besucht.
In einer Situation, in der Jesus’ Zuhörer entdecken, wie Christus sich Notizen zu Jesus macht, ihn für einen römischen Spion halten und ihn töten wollen, rettet der Fremde Christus durch geschicktes Argumentieren. Fortan verfasst Christus seine Berichte über das Wirken Jesu viel vorsichtiger und bezahlt Informanten, auch Jünger Jesu, dies für ihn zu tun. Regelmäßig wird er von dem Fremden besucht, der diese Berichte abholt. Immer wenn Christus ihn nach seinem Namen fragt, wechselt der Fremde das Thema – und weicht ihm aus.
Der Fremde schmeichelt Christus – „Du hast ein wirkliches Talent für diese Aufgabe.“  – und erklärt ihm den Unterschied zwischen „Geschichte“ und „Wahrheit“: „Die Geschichte gehört zur Zeit, aber die Wahrheit gehört zu den Dingen, die jenseits der Zeit liegen. Indem du über Dinge schreibst, wie sie hätten sein sollen, lässt du die Wahrheit in die Geschichte. Du bist das Wort Gottes.“ Christus ist besonders beeindruckt, als der Fremde beiläufig erwähnt: „wir, die wir wissen“ – und darauf in der Dunkelheit verschwindet.
Während Jesus seinen Weg weitergeht, besucht der Fremde Christus erneut, diesmal in gleißend weiß leuchtenden Kleidern, sodass Christus denkt, er sei ein Engel. Der Fremde bereitet ihn darauf vor, dass das Königreich Gottes sehr bald zu Jesus komme. Als auch Jesus diese Formulierung verwendet, während er auf dem Weg nach Jerusalem ist, besuchte der Fremde Christus erneut. Er erkundet Christus’ Glauben, indem er ihn zu der schweren Prüfung befragt, die Gott Abraham mit der Opferung seines Sohnes Isaak auferlegte. Christus antwortet, dass er alles tun würde, was Gottes Wille sei – und der Fremde bittet ihn, diese Worte nicht zu vergessen.
Jesus ist in Jerusalem angekommen und Christus’ Informant, ein ungenannter Jünger Jesu, berichtet, dass sich die Ereignisse überschlagen. Erneut besucht der Fremde Christus und fordert von ihm, Jesus an die Römer zu verraten. Christus ist verzweifelt und möchte selber an Stelle Jesu sterben, damit dieser sein Werk vollenden könne. Aber der Fremde erklärt ihm, dass der Weg ins Königreich nur durch Jesu Tod möglich werde. Jesus trage diese Last – und Christus müsse die Last des Verrates tragen.
Christus tut, was ihm aufgetragen wurde, und verrät Jesus mit einem Bruderkuss. Ehe die Brüder miteinander sprechen können, führen die Wachen Jesus ab und Christus wird abgedrängt. Jesus wird dem jüdischen Hohepriester Kajaphas und dann dem römischen Präfekten Pontius Pilatus vorgeführt und zum Tode verurteilt. Während der Kreuzigung Jesu ist Christus in der Menge und sucht nach seinem Informanten und dem Fremden – kann aber keinen der beiden finden.
Nachdem der Leichnam Jesu in die Höhle gebracht worden ist, erscheint der Fremde erneut. Christus wirft ihm vor, dass sein Verrat an Jesus kein gutes Ende gehabt habe, wie es bei Abraham der Fall war. Aber der Fremde versichert ihm, dass der Verrat notwendig war und nun viel Gutes daraus resultieren werde. Darauf entspinnt sich folgender Dialog:
Christus: „Also wird er von den Toten auferstehen?“
Der Fremde: „Ohne jeden Zweifel.“
Christus: „Wann?“
Der Fremde: „Immer.“

Um dieses Wunder aber geschehen zu lassen, müsse Christus für seinen Bruder einspringen.
Der Fremde: „Ohne dich wird sein Tod nichts weiter sein, als eine von Tausenden öffentlichen Hinrichtungen.“

Nach Christus’ Erscheinen – als Jesus – würde der Heilige Geist übernehmen und die Jünger Jesu würden „wie Löwen“ werden. Auf Christus’ Frage, warum der Heilige Geist dies nicht sofort tun könne, antwortet der Fremde, dass der Heilige Geist innerlich und unsichtbar sei, Männer und Frauen aber etwas Äußerliches und Sichtbares benötigten, um glauben zu können.
Christus: „Ich werde meine Rolle spielen. Aber ich mache es mit schlechtem Gewissen und schwerem Herzen.“
Sehr früh am Morgen, es ist noch dunkel, besucht Maria Magdalena das Grab, aber der Stein davor ist weggerollt worden. Sie läuft zu den Jüngern und berichtet davon. Nachdem sich Petrus und Johannes von ihrer Aussage überzeugt haben, verlassen sie den Ort des Grabes wieder. Nur die weinende Maria Magdalena bleibt zurück. Christus tritt hinzu und spricht zu ihr. In der Dunkelheit hält sie ihn für Jesus. Sie berichtet den Jüngern davon – und man glaubt ihr.
Auf dem Weg nach Emmaus gesellt sich Christus als Wanderer zu den Jüngern. Sie sind so im Gespräch über die Ereignisse vertieft, dass sie ihn nicht ansehen. Erst abends meint Kleopas in Christus seinen Meister Jesus zu erkennen. Ehe Christus beweisen soll, dass er Jesus ist, verlässt er die Gruppe. Aus der Entfernung beobachtet er in den nächsten Tagen wie die Jünger, beseelt vom Heiligen Geist, predigen und Jesu Tod, Auferstehung und den Beweis durch die Wundmale ihren Geschichten hinzufügen. Auch der Name ändert sich in ihren Erzählungen: Aus „Jesus“ wird zuerst „Jesus der Christus“ und dann „Jesus Christus“ – und sie flechten immer mehr neue Details ein.
Im letzten Kapitel lebt Christus nun unter einem anderen Namen als Netzmacher an der Küste und ist mit Martha verheiratet. Als ihn der Fremde ein letztes Mal besucht, ladet Martha diesen zum Essen ein. Als Christus das Brot bricht, bemerkt der Fremde: „Dieses kleine Ritual, das du erfunden hast, hat sich als großer Erfolg herausgestellt. Wer hätte gedacht, dass die Einladung an Juden, Fleisch zu essen und Blut zu trinken so populär werden würde.“ Als der Fremde erwähnt, dass es nun „die Kirche sei, die das Gefäß der Liebe und der Lehren Jesu bewahren werde“, vergleicht Christus ihn mit dem „Aussehen eines erfolgreichen Händlers von getrockneten Früchten oder Teppichen“. Christus wird schlecht, wenn er daran denkt, was mit seinem Bruder passiert ist, aber gleichzeitig hat er selber auch weitere Ideen, wie man dessen Leben und Taten ausschmücken und erweitern könnte. Der Fremde verlässt Christus nun und Martha nötigt ihren aufgewühlten Ehemann zum Essen – der stellt aber fest, dass der Fremde alles Brot gegessen und allen Wein getrunken hat.

## Aufbau und Stil
Der Roman umfasst 54 kurze, übertitelte Kapitel auf 245 Seiten. Die Kapitel folgen größtenteils der zeitlichen Abfolge der vier kanonischen Evangelien nach Matthäus, Markus, Lukas und Johannes. In zusätzlichen Kapiteln, deren Inhalte keinen direkten Bezug zur Bibel haben, wird die Geschichte weiterentwickelt, bestimmte Themen des Evangeliums werden aber auch weggelassen.
Das typologische Modell der Erzählsituation ist auktoriale Erzählung verbunden mit direkter Rede. Die Sätze sind meist kurz. Formulierungen lehnen sich an den Erzählstil in der Bibel an. Einige Wortverwendungen – im Englischen beispielsweise prostitute, sir, lottery, informant – sind anachronistisch.
Im Anschluss an die Handlung folgt ein Nachwort Pullmans von 19 Seiten, länger als jedes Kapitel im Roman, in dem er seine Überlegungen zu seiner Erzählung der Geschichte darlegt.

## Nachwort

### Pullmans religiöse Entwicklung
Pullman vertritt generell die Meinung, dass er sich als Autor nicht einmischen sollte, wie Leser seine Romane wahrnehmen und verstehen (wollen). Bei Der gute Herr Jesus und der Schurke Christus macht er aber eine Ausnahme, da der Protagonist (die Protagonisten) Teil einer 2000 Jahre alten Kultur sind – und Pullman erklärt, „was er mit der Geschichte gemacht hat“.
Bezüglich seiner religiösen Erziehung und seines Glaubens als Kind („Ich habe jedes einzelne Wort davon geglaubt.“) bringt Pullman die Analogie der Äquatortaufe, die er im Alter von neun Jahren bereits mehrmals erlebt hatte: Erwachsene führen merkwürdige Rituale aus, stellen einen Gott (Neptun) dar und huldigen ihm. Indem sie vertrauensvoll an die unsichtbaren Längen- und Breitengrade glauben und ihnen folgen, navigieren sie das Schiff in zuversichtlicher Weise – und brachten ihn selber damit immer wieder sicher an Land.
Des Weiteren begeisterte sich Pullman früh für „die Musik der Sprache“: Der Sinn von Kirchenliedern oder -versen war ihm egal, solange die Wortabfolge für ihn delightful klang.
Als Teenager, und nachdem er „ein wenig über Naturwissenschaften“ gelernt hatte, verlor er erst seinen Glauben an Wunder, dann den Glauben an Gott: „Obwohl ich für einige Zeit eine ziemlich schmerzgeplagte, einseitige Unterhaltung mit Ihm führte, war die Stille auf Seiner Seite komplett.“ Für den Status quo stellt er fest: „Ich bin mir so sicher, wie es nur möglich ist, dass da nichts in diesem gottförmigen Raum ist. Ich bin kompromissloser Materialist.“ Religiöse Doktrinen kommentiert er mit „Spinnweben, staubige, kleine Fetzen, mürbe Überbleibsel von verblichenem Stoff: Sie verstecken nichts, sie dekorieren nichts, und für mich bedeuten sie nichts.“

### Literarische Vorbereitung
Zur Vorbereitung für den Roman nahm sich Pullman drei Versionen der Bibel vor: Die King-James-Bibel, die New English Bible und die Revised Standard Version, die die vier Evangelien enthalten, die im 4. Jahrhundert von der dritten Synode von Karthago kanonisiert wurden. Zusätzlich sah er sich Apokryphen an, die aus seiner Sicht – wie aus genereller Sicht – von minderer schriftstellerischer Qualität sind. Pullman erwähnt zwar auch den Standpunkt von Elaine Pagels, die nach der Entdeckung der Nag-Hammadi-Schriften 1945 das Buch The Gnostic Gospels (1979) schrieb: „Warum wurden diese anderen Schriften ausgeschlossen und als Häresie verbannt? Was machte sie so gefährlich?“, aber er wollte nicht diesen Aspekt weiter verfolgen. Er sei vorrangig an den narrativen Aspekten der Evangelien interessiert gewesen: Warum wurden sie so und nicht anders geschrieben? Warum wurde der zentrale Protagonist Jesus nicht beschrieben? Warum gibt es kaum Landschafts- und Wetterbeschreibungen („Schriftstellen lieben Wetter und verwenden es häufig.“)? Das Hauptanliegen der Evangelien sei zu sagen, was zu glauben sein – und dabei gebe es diametrale Widersprüche, auf die Pullman mit Beispielen eingeht.
Pullman hinterfragt, wie Ereignisse, bei denen Jesus allein war – die Versuchung in der Wildnis und im Garten Gethsemane – so genau beschrieben werden konnten, dass Worte eines stillen Gebets, das Erscheinen eines Engels oder die im Detail beschriebenen Schweißtropfen ohne fiction zu Papier kam. Aus dem Namensübergang und der zahlenmäßigen Verwendung von „Jesus“ und „Christus“ schließt Pullman, dass Jesus der Mann und Christus die Fiktion war und mit „Wenn es wirklich zwei Personen gewesen wären, wie hätte das die Geschichte verändert?“ hatte er das Thema seiner Nacherzählung.

### Ausführung
So erscheint im Roman Jesus als „the good man“ und Christus ist „the scoundrel“, der analytisch beobachtet, was aufgrund der Worte Jesus machbar ist, um eine große Kirche zu schaffen. Während Jesus zu den Menschen redet (und nichts aufschreibt), dokumentiert Christus akribisch und stellt sogar weitere Informanten ein. Der Fremde, der ihn darin bestärkt, ist die Gesamtheit der Doktrinen der Kirche, die immer schon vorher weiß, was Wahrheit ist und immer Wahrheit sein wird („wir, die wir wissen“). Dabei spielt das Kreuz – Pullman nennt es branding, d. h. Markenzeichen – und der Tod Jesu eine wichtige Rolle, die man aber eben auch voll ausnutzen muss. Das dritte wichtige Element ist die Auferstehung, die aber, nach den Beobachtungen von Pullman, als dramatisches Element nicht direkt geschildert wird (wie die Kreuzigung), sondern die nur in ihren Auswirkungen dargestellt wird: „Die Darstellung, wie ein toter Körper wieder lebendig wird und vom Friedhof wegspaziert, wäre armselig, grotesk, abgedroschen. Die verwirrten, widersprüchlichen, fast atemlosen Erzählungen, was am Morgen nach dem Sabbat geschah, ..., sind erzähltechnisch erheblich besser.“

### Pullmans Gedankenexperiment
Bezüglich des Todes Jesu stellt sich Pullman eine „geisterartige Prozession von Besuchern“ vor, die eine Woche vor Pessach in Jerusalem einmarschieren – alle bisherigen und gegenwärtigen Priester, Prediger, Patriarchen bis hin zu Päpsten – „im ganzen Glanz ihrer Rangstellungen, mit silbernen Kreuzen vor der Brust, Juwelenringen, mit Mitren, maßgeschneiderten Kleidern, Cadillacs, strahlend weißen Zähnen und gepflegtem Haar.“ Und jeder hätte die Macht, Jesus allein mit der Willenskraft zu retten und ihn mit einem Bruderkuss in Sicherheit zu bringen. Und keiner tut es aus Tausenden von Gründen und im Hinblick auf die Geschichte und die „tiefgehenden spirituellen Exerzitien“, die „majestätischen intellektuellen Konstruktionen“, die „Großartigkeit meiner Kathedrale“, die durch diesen Akt ausgelöscht würden – und dann kehren sie zu ihrem Komfort und ihren Ritualen zurück.
Das ist das Gedankenexperiment, das Pullman jedem Christen anbietet: Wenn man es tun könnte, würde man diesen Mann vor seinem furchtbaren Tod retten, oder würde man zusehen, wie er am Kreuz stirbt? Und wenn man ihn trotz dieser Möglichkeit sterben ließe, worin würde man sich dann von Judas unterscheiden?

## Rezeption
Pullman, der Drohbriefe mit dem Vorwurf der Blasphemie sogar vor Veröffentlichung des Buches erhalten hatte, wurde von Sicherheitspersonal begleitet, als das Buch in Oxford vorgestellt wurde.
Pullmans (kirchen-)historisches Verständnis wurde von dem australischen Jesuiten und Theologieprofessor Gerald Glynn O’Collins in dem Buch Philip Pullman's Jesus kritisiert. O’Collins geht so weit, Pullman selber als scoundrel zu bezeichnen. Beide Bücher wurden von dem Jesuiten Brian B. McClorry, Director of Spiritual Exercises at St Beuno’s Spirituality Centre in North Wales, kritisch gegenübergestellt, der in seiner Wertung O’Collins den Vorzug gibt.
Christopher Hitchens, der Autor von Der Herr ist kein Hirte, hatte Pullmans His Dark Materials gelobt, aber er stand The Good Man Jesus and the Scoundrel Christ kritischer gegenüber. Er beschuldigte Pullman, ein „Protestant atheist“ zu sein, die Lehren von Jesus positiv darzustellen, aber dann organisierte Religion zu kritisieren.
Diarmaid MacCulloch gab dem Buch eine positive Kritik: „Es lenkt einen Blick auf den jüdischen Propheten von Nazaret, der sowohl satirisch und ernst ist, der das kanonisierte Evangelium, alte Apokryphen, moderne, kritische Kommentare und den Esprit und die subtile Erfindungskraft eines großen Geschichtenerzählers zusammenbringt.“
Das Buch findet Erwähnung in Harnessing Chaos: The Bible in English Political Discourse since 1968.
Die englische Originalausgabe des Buches wurde auch in Katalanisch, Dänisch, Deutsch, Französisch, Malayalam, Polnisch, Portugiesisch, Russisch, Schwedisch, Slowenisch und Spanisch übersetzt.

## Erläuterungen und Einzelnachweise
1. ↑  Im Englischen bedeutet the good man ‚der gute (ehrliche) Mann‘, aber ebenso der gute (ehrliche) Mensch, s. Euree Song: Aufstieg und Abstieg der Seele: Diesseitigkeit und Jenseitigkeit in Plotins Ethik der Sorge, Vandenhoeck & Ruprecht (2009), ISBN 978-3-525-25290-1, S. 78. Scoundrel ist eine altertümliche Bezeichnung, die auf das schottische scunner zurückgeht und ‚eine feige, wertlose Person‘ oder ‚eine tugend- und ehrlose Person‘ bezeichnet.
2. 1 2 3 4 5 6 7 8 9 10 11 12 13 14 15 16 17 18 19 20  Das Zitierte ist eine freie deutsche Übersetzung des englischen Textes.
3. ↑  Mike Collett-White: Pullman risks Christian anger with Jesus novel, Reuters, 28. März 2010; abgerufen am 20. Juli 2017.
4. ↑  Gerald O’Collins: Philip Pullman’s Jesus, Darton Longman and Todd (2010), ISBN 978-0-232-52806-0.
5. ↑  Brian B. McClorry (Thinking Faith): Philip Pullman’s Jesus; abgerufen am 18. Juli 2017.
6. ↑  Christopher Hitchens: In the Name of the Father, the Sons ..., The New York Times, 9. Juli 2010; abgerufen am 19. Juli 2017.
7. ↑  Diarmaid MacCulloch: All Too Human, Literary Review, April 2010; abgerufen am 20. Juli 2017.
8. ↑  James G. Crossley: Harnessing Chaos: The Bible in English Political Discourse since 1968. A&C Black, 2014, ISBN 978-0-567-65551-6, S. 29 (englisch, google.com).
9. ↑  WorldCat: The Good Man Jesus and the Scoundrel Christ.; abgerufen am 20. Juli 2017.